# Judaísmo catalán

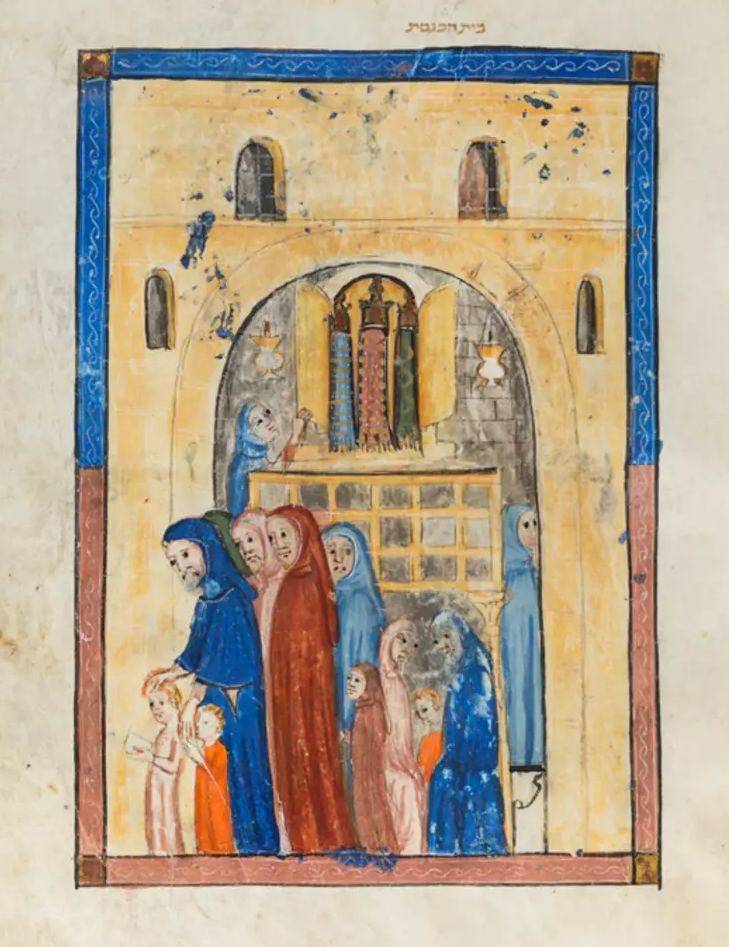
Sinagoga en Cataluña. Haggadá de Sarajevo (ca. 1350).

Judaísmo catalán (en hebreo: יהדות קטלוניה) es la comunidad judía que vivió en la península ibérica, en las tierras de Cataluña, Valencia y Mallorca hasta la expulsión de 1492. Su esplendor fue en los siglos XII al XIV, en los cuales prosperaron dos centros importantes de enseñanza de la Torá en Barcelona y Gerona. La comunidad judía catalana desarrolló características únicas, que incluyen costumbres, un rito de oración (Núsaj Cataluña), y una tradición propia en la emisión de dictámenes legales (halajá). Aunque los judíos de Cataluña tenían costumbres y un rito de oración diferentes a los de Sefarad, hoy en día se les suele incluir en la comunidad de los judíos sefardíes.
A raíz de los disturbios de 1391 y la expulsión de 1492, los judíos que no se convirtieron al cristianismo se vieron obligados a emigrar a Italia, al Imperio Otomano, al norte de África y a la Tierra de Israel.

## Historia temprana
Los historiadores afirman que los judíos llegaron a la península ibérica antes de la destrucción del Segundo Templo, aunque por lo que respecta a restos arqueológicos, las lápidas funerarias más antiguas que se han encontrado, y que testimonian la existencia de comunidades judías, datan del siglo III.
El término Aspamia deriva del nombre Hispania  y se refiere a la península ibérica en la época romana. A principios del siglo V, la dominación romana de la península cayó en manos de los visigodos. Durante el periodo visigodo se emitieron numerosos decretos contra los judíos y, a veces, fueron obligados a convertirse al cristianismo o ser expulsados.
En el año 711 los musulmanes comenzaron la conquista de la península ibérica. Las zonas conquistadas que quedaron bajo dominio del Islam fueron llamadas al-Ándalus (en árabe: الأندلس ). No sabemos mucho sobre la historia de los judíos al comienzo del dominio islámico, pero tenemos constancia de que los judíos comenzaron a emplear el término Sefarad para referirse a estas tierras.
En un proceso de reocupación territorial llamado reconquista, los reinos cristianos fueron conquistando de norte a sur todos los territorios islámicos. Con la reconquista cristiana, los territorios ocupados por los reinos de Castilla y Portugal también fueron llamados por los judíos Sefarad, mientras que Cataluña y los otros reinos del norte fueron llamados Edom o Esaú.
El proceso de reconquista de Cataluña comenzó bajo los auspicios de los reyes francos, que hicieron retroceder a los musulmanes que habían conseguido atravesar los Pirineos en la batalla de Poitiers en el año 732. Todas las tierras liberadas de los musulmanes se convirtieron en condados y permanecieron bajo la organización administrativa de los francos. Los condados catalanes, liderados por los condes de Barcelona, se fueron desligando poco a poco de los francos y comenzaron a gobernar de forma independiente. Cataluña la vieja se convirtió en una zona de contención (Marca Hispánica) contra la propagación del islam. Los judíos se trasladaron a menudo de Sefarad (la zona musulmana) a las tierras del norte (los reinos cristianos), y viceversa. El hecho de que muchos hablaran la lengua árabe y también las lenguas romances les ayudó a servir de intérpretes y adquirir posiciones importantes tanto en los gobiernos islámicos como en los cristianos. Los judíos poseían campos y viñedos y muchos se dedicaban a la agricultura.
En este período temprano, los sabios judíos de Cataluña que querían completar sus estudios talmúdicos solían ir a estudiar a las academias talmúdicas (yeshivot) del sur. También los que querían estudiar ciencias o lingüística solían ir a Sefarad, tal y como hizo rabí Menajem ben Saruq (920-970), que nació en la ciudad catalana de Tortosa y se trasladó con toda su familia a Córdoba para estudiar y dedicarse a la lengua hebrea bajo el patrocinio del gobernador Hasday ibn Shaprut.
Las primeras evidencias de un importante asentamiento judío en Barcelona y Gerona son del siglo IX. Sabemos que en los siglos XI y XII en Barcelona había un tribunal rabínico (Bet Din) y un importante centro de enseñanza de la Torá. En este periodo Barcelona se convirtió en un eslabón en la cadena de transmisión de las enseñanzas de los Gueonim.
Los rabinos que conocemos de esta época son rabí Yitsjaq ben Reuvén al-Bargeloní (1043-?), rabí Yehudá ben Barzilay ha-Barceloní , llamado Yehudá ha-Nasí de Barcelona (finales del siglo XI, comienzo del siglo XII) y rabí Avraham bar Jiyya (finales del siglo XI, primera mitad del siglo XII), Nasí. Sabemos que dos de los grandes sabios de Provenza, rabí Yitsjaq ben Abba Mari (1122-1193) y rabí Avraham ben rabí Yitsjaq (1110-1179), se trasladaron a Barcelona.
Cataluña se unió con Provenza el año 1112 y con Aragón del año 1137, y de esta manera Barcelona se convirtió en la capital del reino unificado que se llamó Corona de Aragón. Los reyes de la Corona de Aragón extendieron sus dominios a los países occitanos.

## SiglosXIIyXIII

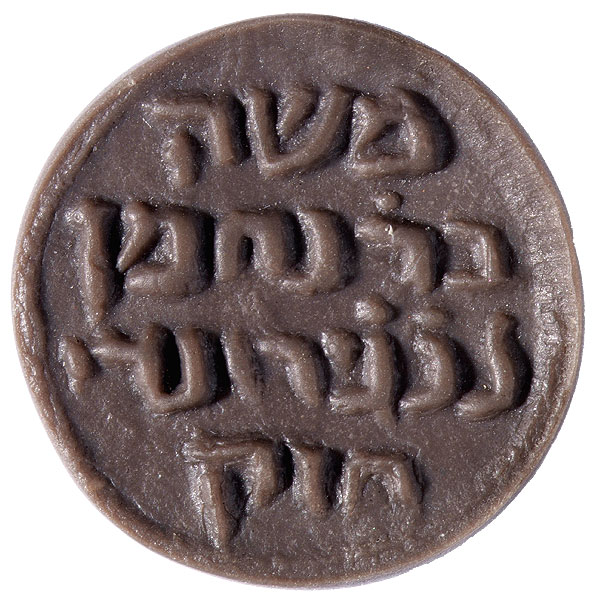
Sello atribuido al Rambán, copia del Museo de Historia de los Judíos de Gerona.

En los siglos XII y XIII prosperaron las academias talmúdicas. En la ciudad de Gerona se destacaron los grandes rabinos y cabalistas Ezra y Azriel bené Shelomó (finales del siglo XII, principios del siglo XIII) alumnos del famoso rabí Yitsjaq el Ciego (1160-1235), hijo de rabí Avraham ben David (Raabad) de Posquières (1120-1198). También podemos incluir a rabí Yaaqov ben Shéshet (siglo XII) entre los cabalistas gerundenses de este periodo. De Gerona también fue rabí Avraham ben Yitsjaq he-Jazán (siglos XII-XIII) autor del piyyut 'Ajot qetaná'. De la ciudad de Gerona surgió el más grande de los sabios de Cataluña, rabí Moshé ben Najmán (Rambán, o Najmánides) (1294/70), el nombre catalán del cual era Bonastruc ça Porta.
Aunque la ciudad de Gerona fue un importante centro de Torá donde había un Bet Midrash dedicado al estudio de la Cábala, la ciudad principal era Barcelona, donde el Rambán ejerció como jefe de la comunidad. Durante este periodo ejercieron en Barcelona rabí Yoná Girondi (1210-1263) y sus famosos alumnos rabí Aharón ben Yosef ha-Leví de Barcelona (Reah) (1335-03) y rabí Shelomó ben Adret (Rashba) (1235-1310). También ejercieron en Barcelona rabí Asher ben Yejiel (Rosh) (1250-1327), su hijo rabí Yaaqov ben Asher (Baal ha-Turim) (1269-1343), y rabí Yom Tov ben Avraham ha-Sevilli (Ritba) (1250-1330), alumnos del Rashba y del Reah. Se puede decir que en aquella época Barcelona se convirtió el centro de estudios rabínicos más importante de toda la judería.

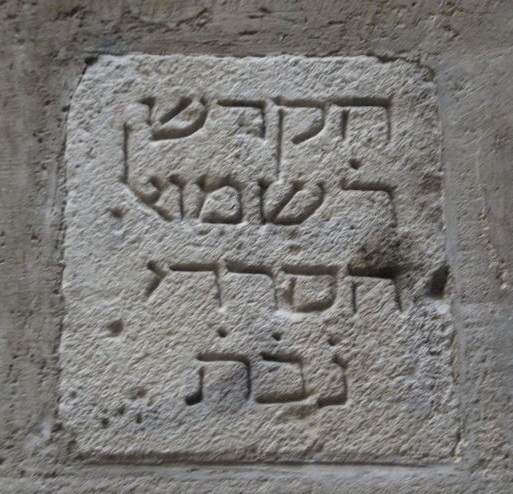
Heqdesh del rabino Shemuel ha-Sardí en la ciudad vieja de Barcelona.

En la Cataluña del siglo XIII los judíos fueron víctimas de libelos de sangre, y se les obligó a vestir una señal distintiva (Rodella). Las autoridades prohibieron a los judíos ejercer cargos públicos y se les obligó a participar en disputas públicas con representantes del cristianismo, como por ejemplo la Disputa de Barcelona del año 1263 en la que participó el Rambán como representante del judaísmo. Los judíos eran propiedad privada de los monarcas que los cobraban impuestos a cambio de protección.
Los reyes de la Corona de Aragón expandieron los dominios catalanes y conquistaron Mallorca, Valencia, Ibiza y Menorca. El 1258 firmaron el tratado de Corbeil con el rey franco y renunciaron a sus derechos sobre las tierras occitanas. A cambio, los francos renunciaron a sus demandas sobre las tierras catalanas.

## sigloXIV

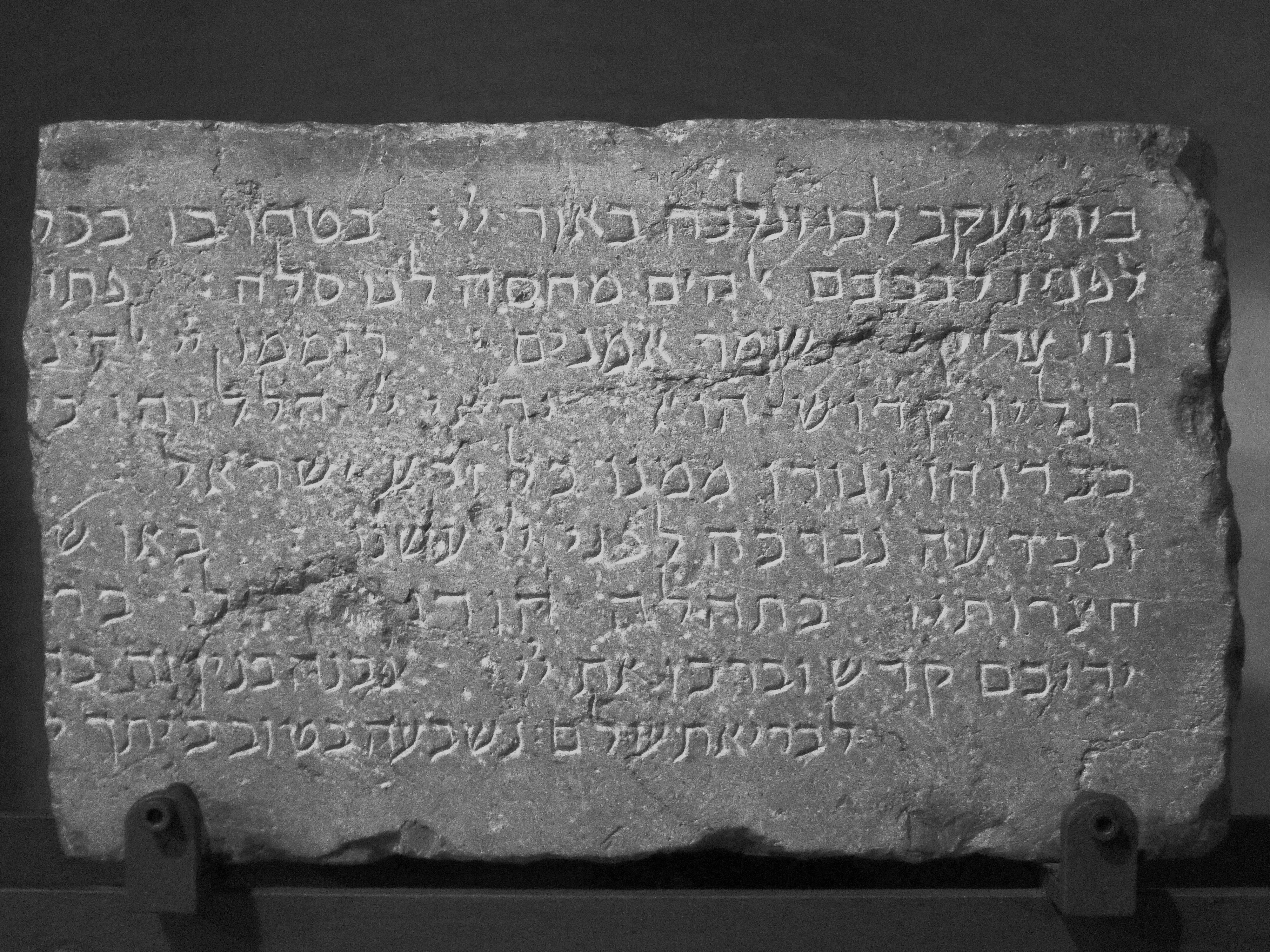
Lápida conmemorativa de la sinagoga de Gerona.

En el siglo XIV el fanatismo cristiano se impuso en toda la península ibérica y tuvieron lugar muchas persecuciones contra los judíos. Podemos nombrar entre los sabios de Cataluña de este periodo a rabí Péretz ben Yitsjaq ha-Kohén (1304-1370) que nació en Provenza pero ejerció en Barcelona, rabí Nisim ben Reuvén Girondi (Ran) (1315-1376) que ejerció como rabino de Barcelona, rabí Jasday ben Yehudá Crescas (el viejo), rabí Yitsjaq bar Shéshet Perfet (Ribash) (1326-1408), rabí Jasday ben rabí Avraham Crescas (Rajaq) (1340-1412), rabí Yitsjaq ben Moshé ha-Leví (Profiat Durán, ha-Efodí) (1350-1415), y rabí Shimón ben Tsémaj Durán (Rashbats) (1361-1444). De este mismo periodo podemos incluir el cartógrafo de Mallorca Avraham Crescas (siglo XIV) y el poeta Shelomó ben Meshulam de Piera (1310/50-1420/25).

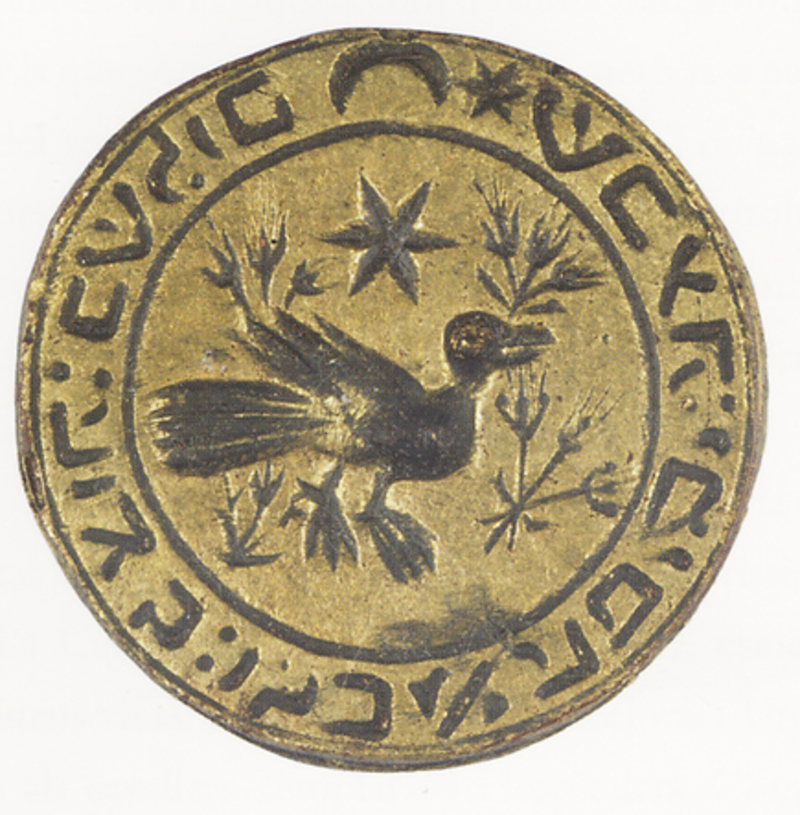
Sello para las Matsot, copia del Museo de Historia de los Judíos de Gerona.

Rabí Nisim (Ran) retomó la actividad de la yeshivá de Barcelona en los años 50 y 60, después de que la comunidad judía se vio fuertemente afectada por la Peste Negra en el año 1348. En el año 1370 los judíos de Barcelona fueron víctimas de un libelo de sangre[cita requerida], algunos judíos fueron asesinados y los adelantados de la comunidad fueron encarcelados en la sinagoga durante varios días sin comida.
A finales de siglo acontecieron los disturbios de 1391, y como resultado de los asaltos, muchos judíos murieron mártires y muchos otros fueron obligados a convertirse al cristianismo. Los que pudieron huir fueron hacia el Norte de África (como por ejemplo el Ribash y el Rashbats), Italia y el Imperio Otomano. Los asaltos de 1391 fueron el final de las comunidades de Valencia y Barcelona, la comunidad de Mallorca aguantó hasta el año 1435, en que los judíos fueron obligados a convertirse al cristianismo; la comunidad de Gerona aguantó a duras penas hasta la expulsión de 1492.
Rabí Jasday Crescas, en una carta que envió a la comunidad judía de Aviñón nos ofrece un relato de los disturbios de 1391. En resumen, podemos concluir de su relato que los disturbios comenzaron el día primero del mes hebreo de Tamuz (domingo, 4-6-1391) en Sevilla, Córdoba, Toledo y cerca de setenta localidades más. A partir del día siete del mes de Av (domingo, 9-7-1391) se extendieron a otras comunidades de la Corona de Aragón: Valencia, Barcelona, Lérida, Gerona y Mallorca. Durante los disturbios de 1391 fueron destruidas la mayor parte de las comunidades judías de Sefarad, Cataluña y Aragón.
Durante los siglos XIII, XIV y XV los reyes de la Corona de Aragón expandieron el territorio hacia las tierras del mediterráneo, conquistaron Sicilia (1282), Córcega (1297-1516), Atenas (1311), Neopatria (1318), Cerdeña (1323-1326) y Nápoles (1435-1442).

## sigloXV
El siglo XV fue muy duro para la vida judía en la península ibérica. Las comunidades que sobrevivieron los disturbios de 1391 tuvieron que hacer frente a una gran presión por parte de la iglesia y de la población cristiana. Los reyes, que se encontraban en una situación económica difícil, impusieron pesados impuestos a las comunidades. La vida de los judíos conversos al cristianismo tampoco fue fácil, la iglesia los tildó de cristianos nuevos y los tuvo siempre bajo sospecha, ya que muchos de ellos aceptaron el cristianismo solo de cara a fuera, pero mantuvieron el judaísmo en secreto. La Inquisición persiguió y castigó a los cristianos nuevos que observaban los preceptos del judaísmo.
En Cataluña se celebró una de las disputas más largas de la Edad Media, la famosa Disputa de Tortosa (1413-1414). En el siglo XV encontramos en Cataluña el poeta Shelomó ben Reuven Bonafed.
En el año 1469 se casaron el rey Fernando de Aragón (1452-1516) y la reina Isabel de Castilla (1451-1504) uniendo de esta manera los dos reinos. En 1492 completaron la reconquista con la derrota del reino de Granada y expulsaron a los judíos de todos sus reinos.

## La diáspora de los judíos de Cataluña
El primer grupo de judíos exiliados de Cataluña salió a raíz de los disturbios de 1391, estos se dirigieron principalmente a Italia (Sicilia, Nápoles, Roma, Livorno), el norte de África (Argelia) y el Imperio Otomano (principalmente Salónica, Constantinopla y la Tierra de Israel). El segundo grupo salió exiliado a raíz del edicto de expulsión de los reyes católicos. El edicto fue decretado el 31 de marzo de 1492, y se dio tiempo a los judíos para vender sus propiedades y marcharse hasta el 31 de julio, que según el calendario hebreo cayó ese año en las vísperas del ocho del mes Av, lo cual quiere decir que los judíos se encontraron viajando expulsados en los barcos el día de Tishá be-Av. Muchos judíos se convirtieron para quedarse en Cataluña.

### El asentamiento en Italia
Muchos de los judíos catalanes llegaron a Italia y encontraron refugio en Sicilia, Nápoles, Livorno y la ciudad de Roma.

#### Sicilia

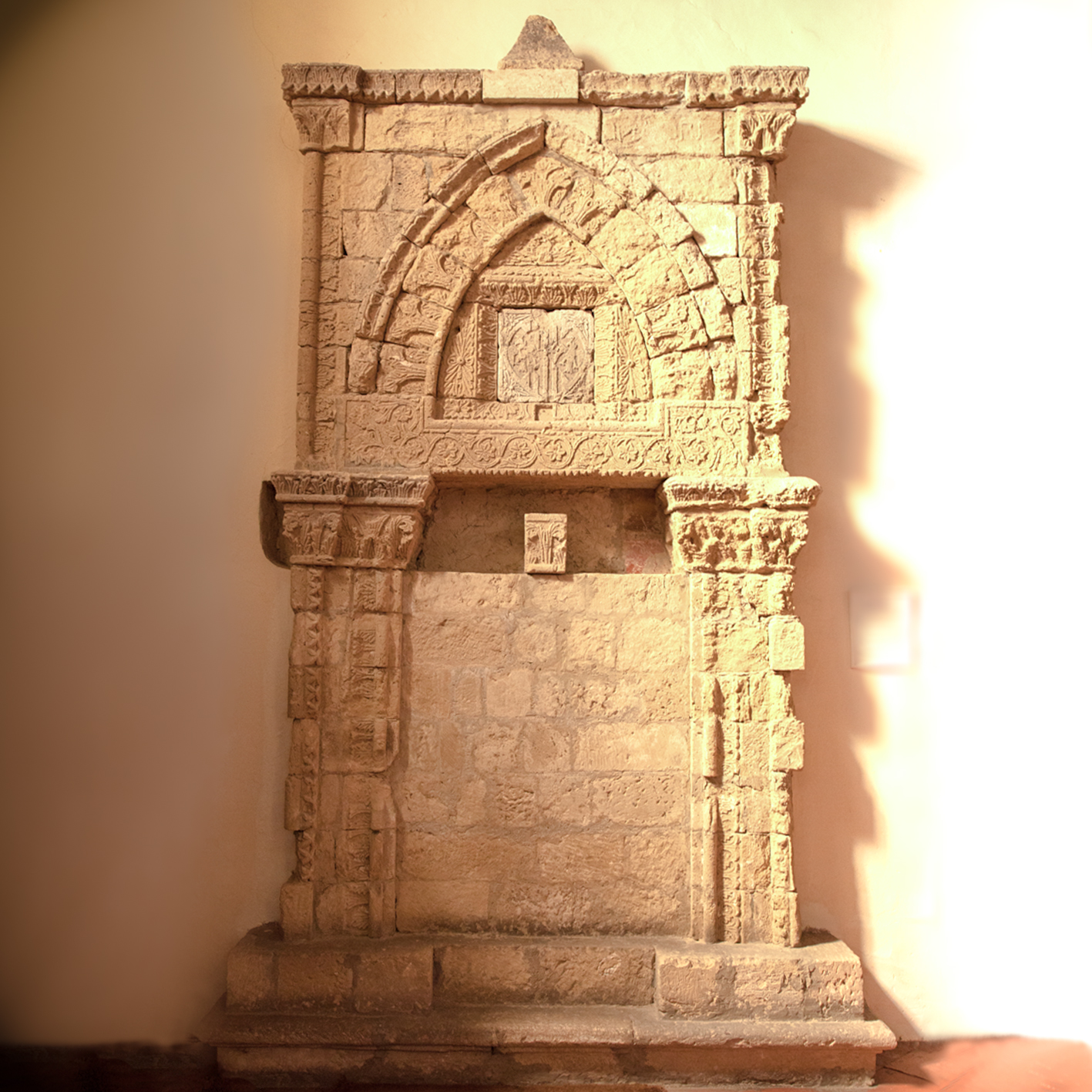
Arón ha-Qódesh o Arca para los rollos de la Torá de la comunidad judía catalana de Agira, Sicilia (1453).

En Sicilia se asentaron judíos provenientes de la península ibérica desde el siglo XI. El famoso cabalista rabí Avraham Abulafia (1240-1291), que estudió durante muchos años en Cataluña, se instaló en Sicilia al final de sus días, donde escribió la mayor parte de sus obras. Sicilia formó parte durante muchos años de la Corona de Aragón y las comunidades judías permanecieron allí hasta finales del siglo XV, con la orden de expulsión de los judíos de la isla el 18 de junio de 1492. Tenemos conocimiento de la existencia de una comunidad judía catalana en Sicilia gracias a la identificación de un manuscrito del siglo XIV como Sidur núsaj Cataluña. El año 2017 se redescubrió en la ciudad de Agira (Enna) un antiguo Arón ha-Qódesh de piedra, el armario sagrado de la sinagoga donde se guardan  los rollos de la Torá. Fue encontrado en la iglesia del Sancta Sanctorum Salvatore y conmemora la construcción de la sinagoga de los judíos catalanes en 1453; este es el Arón más antiguo de Europa.

#### Roma

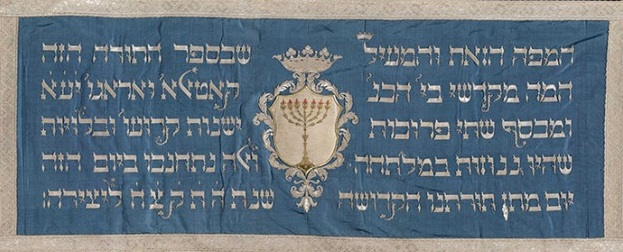
Faja de la sinagoga catalano-aragonesa de Roma (1838).

Los judíos catalanes se exiliaron también en la ciudad de Roma. El año 1517 la comunidad judía catalana de Roma estaba bien organizada y construyó una sinagoga propia que seguía el minhag Cataluña (Schola hebreorum Nationis Catalanorum). El año 1519 el Papa León X (1475-1521) les otorgó un permiso para ensanchar la comunidad y trasladar la sinagoga a unos apartamentos nuevos, les permitió hacer reformas con el fin de adecuarlos y convertirlos en un lugar de oración según su costumbre. A finales de 1527, la comunidad catalana y la comunidad aragonesa decidieron unirse. La sinagoga conjunta de Cataluña y Aragón cambió de lugar otra vez en el 1549. En el año 1555, la comunidad aprobó los gastos para la construcción de otra sinagoga. Disponemos de documentación que atestigua que la comunidad catalano-aragonesa luchó para no fusionarse con las comunidades sefardíes. Todas las demás comunidades provenientes de la península ibérica se fusionaron en una sola comunidad "ibérica" unida de Roma, excepto los catalanes que se unieron a los aragoneses. Con el establecimiento del gueto en el año 1555, la comunidad catalana aguantó por separado teniendo su propia sinagoga. En un censo realizado el año 1868 se puede observar que del total de 4995 judíos que había en Roma, 838 pertenecían a la comunidad de Cataluña. En el año 1904 la sinagoga catalana terminó uniéndose a las otras sinagogas de Roma formando una única sinagoga que fue construida en la ribera del río Tíber. Desde entonces no tenemos información sobre la comunidad catalana.

### El asentamiento en el Imperio Otomano
Los judíos exiliados de Cataluña llegaron también al Imperio Otomano donde se organizaron en comunidades según su lugar de origen que se denominaron Qehalim. Hubo Qehalim catalanes en Estambul, Edirne, Salónica y Safed, entre otros.

#### La comunidad judía catalana de Salónica

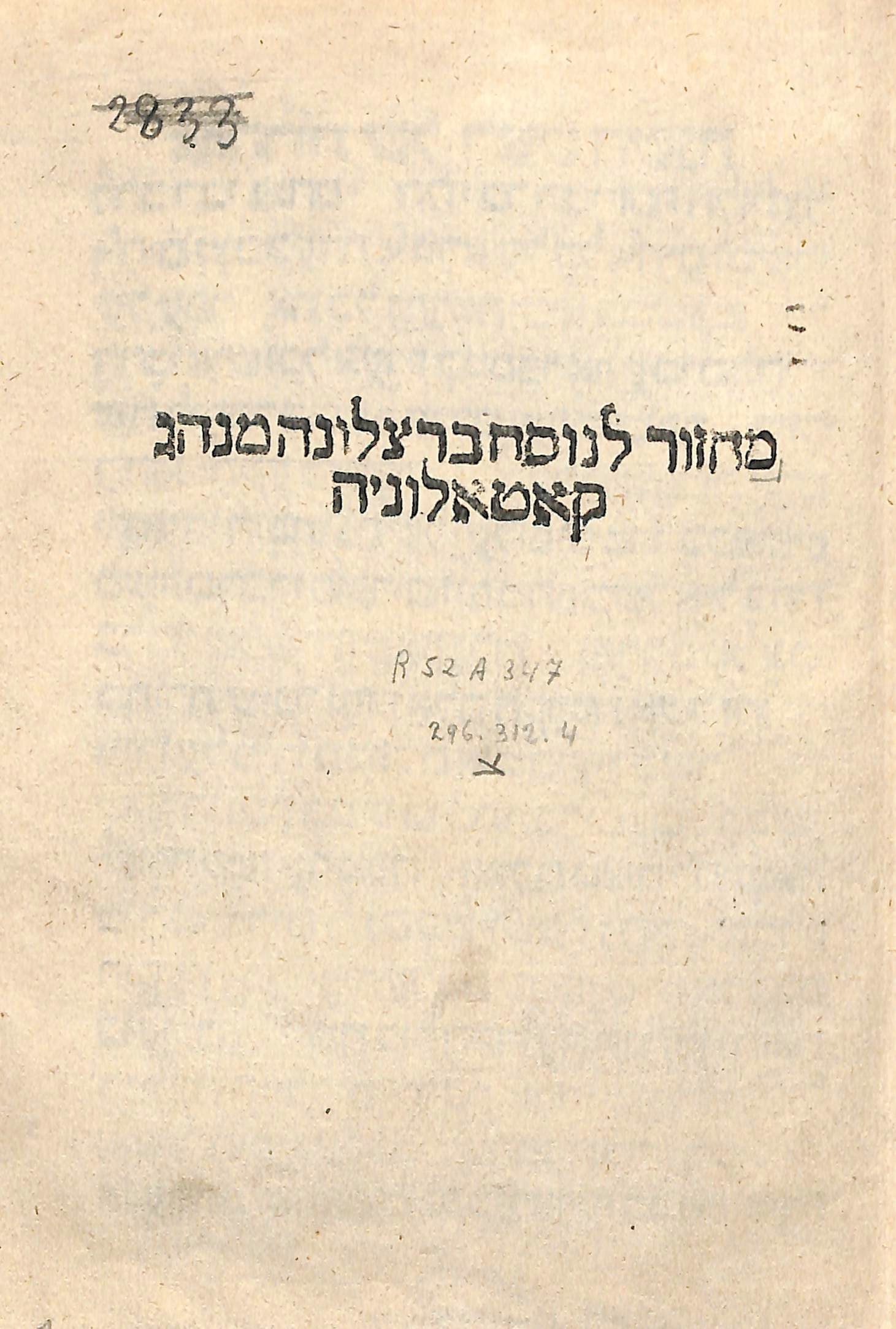
Majzor según el rito de Barcelona y la costumbre de Cataluña. Salónica, año 1527.

Los judíos de Cataluña formaron una comunidad en Salónica que se llamó "Catalán". A pesar de ser una minoría, los catalanes lucharon para no fusionarse con las comunidades sefardíes y mantuvieron sus antiguas costumbres. Los dirigentes religiosos de las comunidades santas de Cataluña en Salónica recibieron el título de Marbits Torá y no el título de rabino. El primero que conocemos es Eliézer ha-Shimoní, que llegó a Salónica en el año 1492. Tuvo una gran influencia sobre todas las comunidades de Salónica y fue uno de los primeros en firmar los acuerdos (Haskamot) de los sabios. Posteriormente tenemos noticia del famoso Moshé Capsali. También tenemos noticia del sabio Yehudá ben Benveniste, que llegó también después de la expulsión y estableció una biblioteca muy importante. Otro sabio de la comunidad judía catalana fue rabí Moshé Almosnino, Marbits Torá, exegeta y filósofo, hijo de Baruj Almosnino, que había reconstruido la sinagoga catalana tras el incendio que hubo en 1545.
El año 1515 la comunidad se dividió en dos Qehalim, que se llamaron "Catalán antiguo" y "Catalán nuevo".
El año 1526 se publicó por primera vez el majzor de Yamim Noraim, conocido como 'Majzor le-núsaj Bartselona minhag Cataluña'. Según el colofón, sabemos que la impresión se terminó la víspera de Yom Kippur del año 5287.
Los judíos catalanes publicaron varias reimpresiones del majzor el siglo XIX. En 1863 imprimieron una edición titulada Majzor le-Rosh ha-Shaná ve-Yom ha-Kippurim ke-minhag qahal qadosh Qatalán yashán ve-jadash asher be-irenu zot Saloniqi. Esta edición fue publicada por Yitsjaq Amariliyo.
En 1869 se imprimió el Majzor ke-minhag qahal qadosh Qatalán yashán ve-jadash, los editores fueron: Moshé Yaaqov Ayash y rabí Janoj Pipano, y quienes llevaron a cabo la impresión fueron: David, llamado Bejor Yosef Arditi, Seadi Avraham Shealtiel. El majzor fue publicado con el título Majzor le-Rosh ha-Shaná kefí minhag Sefarad ba-qehilot ha-qedoshot Saloniqi, e incluye las oraciones de la comunidad de Aragón y de las comunidades Qatalán yashán ve-jadash’.

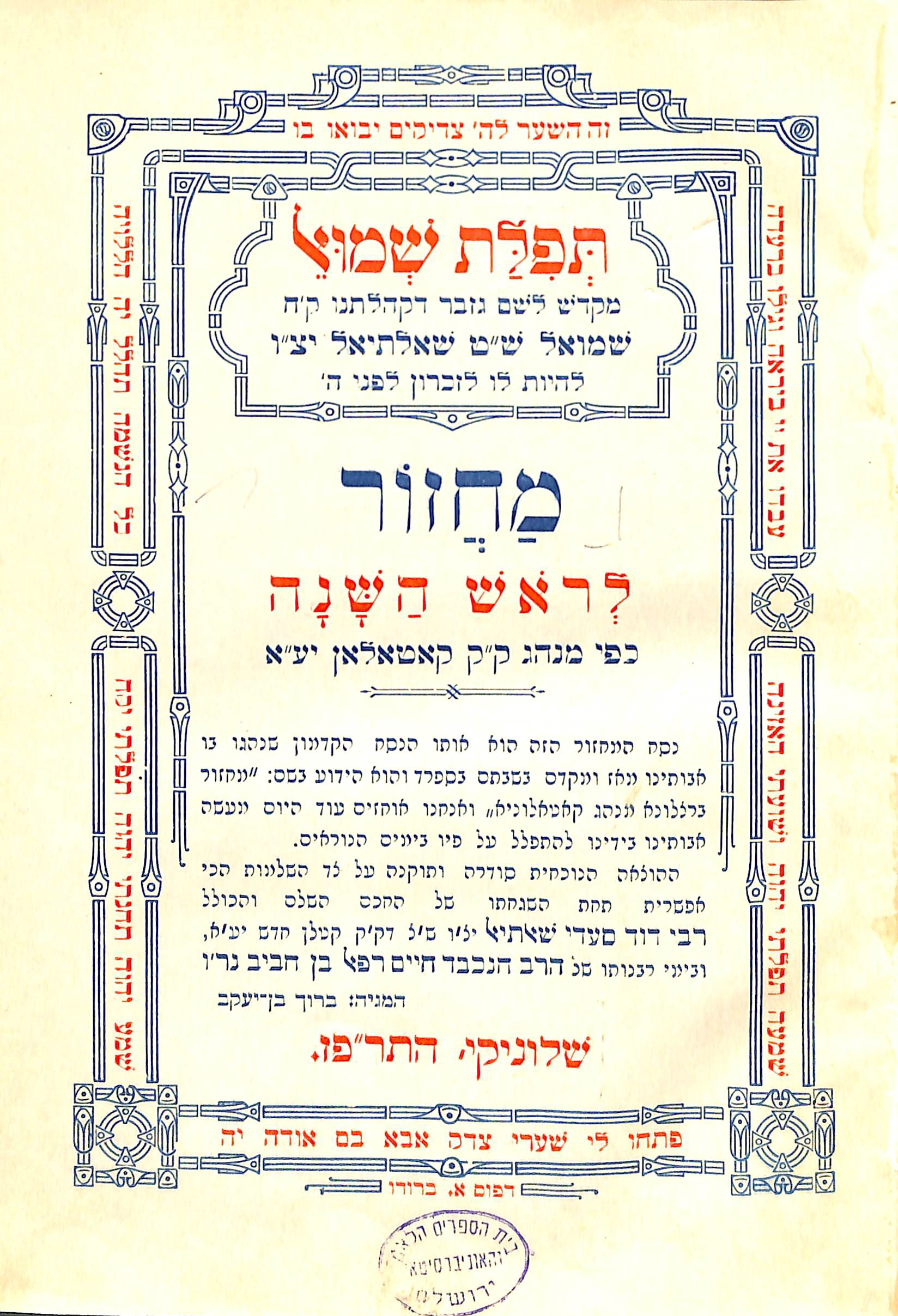
Majzor según la costumbre de las comunidades santas Catalán (vol. 1: Tefilat Shemuel). Salónica, 1927.

La comunidad judía catalana de Salónica existió como tal hasta el Holocausto. El año 1927 la comunidad publicó una edición numerada en tres volúmenes del majzor que llevó por título Majzor le-Yamim Noraim kefí minhag q[ahal] q[adosh] Qatalán, ha-yadúa be-shem núsaj Bartselona minhag Qatalunya. En el segundo volumen Tefilat Yaaqov , hay una larga introducción histórica sobre la comunidad judía catalana y la edición del majzor escrita en judío-español, la misma introducción resumida se encuentra en el primer volumen Tefilat Shemuel, escrita en hebreo. A continuación, un fragmento de la traducción de la versión hebrea.
«Una de las perlas más preciosas que nuestros antepasados trajeron del exilio de Cataluña, cuando tuvieron que marcharse exiliados, fue el antiguo orden de las oraciones de Rosh ha-Shaná y Yom Kippur, conocido con el nombre 'núsaj Bartselona, minhag Qatalunya'.
Y por causa de las desgracias y la sacudida del exilio, que llegaron de forma fatal sobre los pobres refugiados errantes, la mayoría de las costumbres se confundieron y poco a poco casi todos adoptaron un mismo orden de oraciones llamado 'núsaj Sefarad', casi todos, excepto algunas comunidades excepcionales que no cambiaron sus costumbres.
Los miembros de la comunidad santa Catalán de nuestra ciudad de Salónica no cambiaron su costumbre, y hasta el día de hoy mantienen la tradición de sus antepasados y ofrecen sus oraciones a Dios en los días solemnes siguiendo el antiguo núsaj que trajeron de Cataluña.
Los judíos de Cataluña fueron los más destacados de entre sus hermanos del resto de países de Sefarad, y eran superiores en sabiduría y ciencia. Las distinguidas comunidades de Barcelona se glorificaron en todo tiempo que de su seno salieron grandes rabinos y prohombres que iluminaron los ojos de toda la diáspora judía. Había un dicho que solían decir los judíos sefardíes: "el aire de Barcelona, te vuelve sabio".
La comunidad judía catalana fue totalmente aniquilada al Holocausto. Los pocos supervivientes emigraron a Israel después de la guerra entre los años 1945 y 1947.

### El asentamiento en el norte de África (Argelia)
Las costas de Cataluña, Valencia y Mallorca están frente a las costas de Argelia y durante mucho tiempo estas tierras mantuvieron relaciones comerciales; también las comunidades judías mantuvieron estrechos vínculos. Después de los disturbios de 1391 un grupo numeroso de judíos catalanes huyeron hacia las costas de Argelia. Sabemos que una gran parte de los judíos de Barcelona huyeron y se establecieron en la ciudad de Argel. En aquella época se habían establecido en el norte de África tres reinos, después de la caída de los Almohades, uno en la zona que hoy ocupa el actual Marruecos, otro en Túnez y un tercero en Argelia, que fue gobernado por la dinastía de Beni-Ziyan desde la antigua capital de Tlemcén. Podemos afirmar de forma general que los judíos de Castilla fueron hacia Marruecos, mientras que los judíos de Cataluña, Valencia, Mallorca y Aragón fueron hacia Argelia y Túnez.

#### Los judíos de Argel

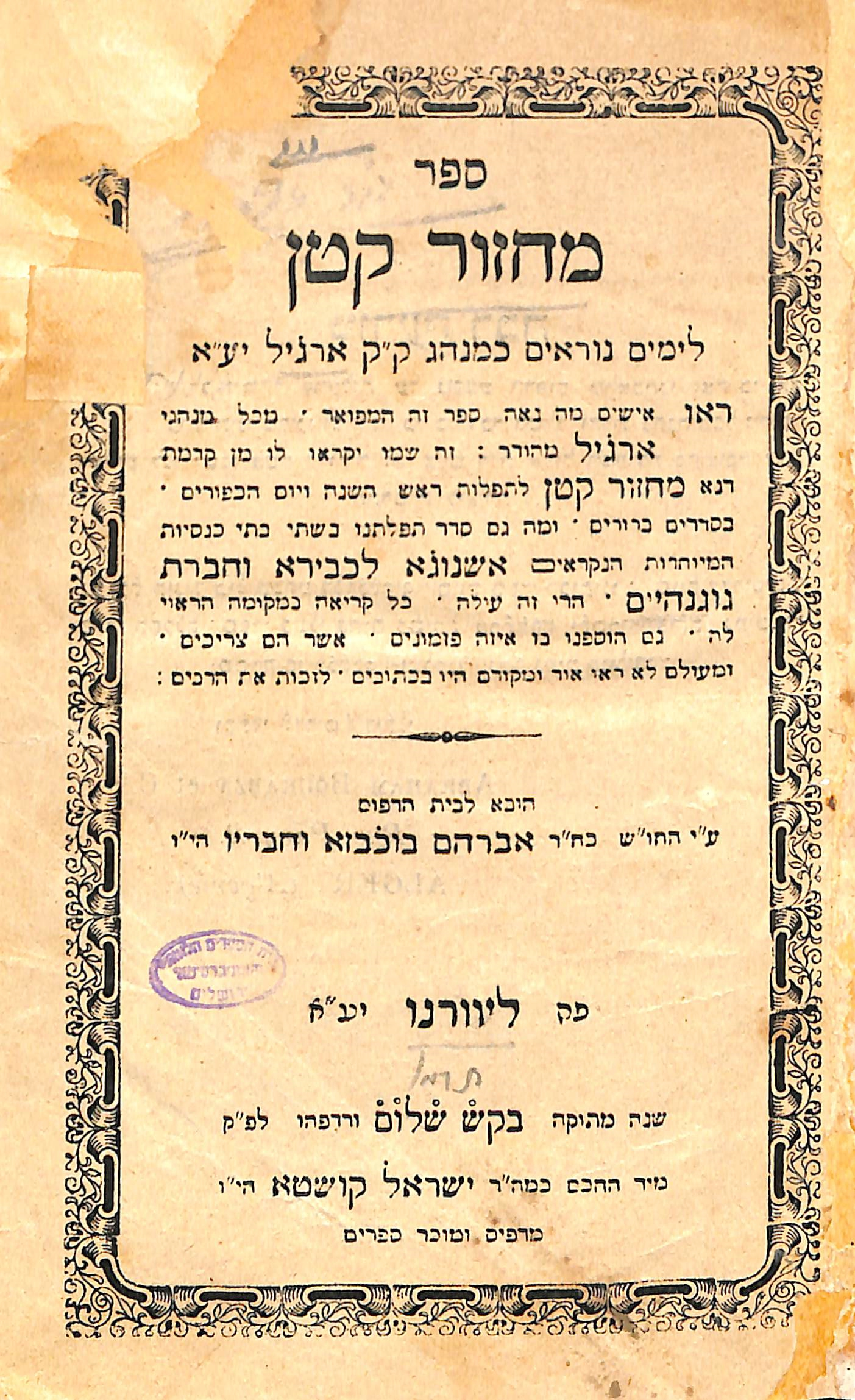
Majzor Qatán, según la costumbre de las comunidades santas de Argel, Livorno, 1886.

Los gobernantes musulmanes de Argelia recibieron a los exiliados judíos con los brazos abiertos. Cuando las autoridades cristianas vieron que los judíos, y también muchos conversos, estaban huyendo en barcos hacia Argelia, prohibieron abandonar el país, incrementaron las persecuciones, y la fuga se hizo más difícil. Los judíos que se establecieron en Argelia recibieron el estatus de dhimmis como es habitual en los países islámicos a cambio del pago de impuestos. La situación de los judíos en Argelia antes de la llegada de los judíos catalanes, valencianos y aragoneses era muy pobre, tanto su situación económica como el nivel en los estudios de Torá. Los refugiados contribuyeron a levantar la economía del país gracias a las actividades comerciales con las tierras europeas, y mejoraron el nivel de los estudios de Torá.
Dos grandes Rishonim, rabí Yitsjaq bar Shéshet Perfet (Ribash) y rabí Shimón ben Tsémaj Durán (Rashbats) huyeron hacia Argelia. El Ribash había sido durante mucho tiempo el Gran Rabino de Cataluña, y el Rashbats, a pesar de su gran preparación y conocimiento de la Torá, se había dedicado a la profesión médica. Al cabo de un tiempo el Ribash fue nombrado Mara de-Atra (máxima autoridad rabínica) y jefe del Tribunal Rabínico de la comunidad de Argel, y el Rashbats fue nombrado Dayán (juez) en su tribunal. Cuando el Ribash murió el Rashbats ocupó su lugar. Los judíos de Argelia aceptaron la autoridad de estos dos grandes rabinos, los cuales fueron seguidos por los descendientes del Rashbats, su hijo rabí Shelomó ben Shimón (Rashbash) y sus alumnos. A lo largo de las generaciones, los judíos de Argelia han mantenido fiel y meticulosamente el legado espiritual y las costumbres que llegaron de Cataluña. Hasta nuestros días, el Ribash, el Rashbats y el Rashbash son los rabinos de Argel.
Una de las características de la forma de dictaminar la halajá de los rabinos de Argel a lo largo de las generaciones ha sido el respeto por las costumbres y las tradiciones, la costumbre siempre ha estado por encima de la halajá, y esta es una característica que fue heredada del Bet Midrash del Rambán. En temas de halajá en Argel siempre se dictaminó siguiendo la escuela del Ribash , el Rashbats y el Rashbash, y no según los dictámenes de Marán ha-Bet Yosef (Yosef Caro, y su obra el Shulján Aruj). De hecho, los judíos de Argel siguieron la forma de dictaminar heredada del Bet Midrash catalán del Rambán y el Rashba. Así, por ejemplo, respondió rabí Avraham ibn Taua (1510-1580), nieto del Rashbats, a una pregunta que le hicieron los rabinos de Fez sobre una cuestión referente a las leyes del Shabbat:
«Respuesta: Estimados rabinos, que Dios os guarde; sabed que nosotros somos [descendientes de los] expulsados de la tierra de Cataluña, y según lo que acostumbraron nuestros padres de bendita memoria en aquellas tierras, así también nosotros acostumbramos en estos lugares donde nos hemos dispersado a causa de nuestros pecados. Vosotros sabéis que los rabinos de Cataluña, según los dictámenes de los cuales se fundamentan todas las costumbres de nuestra comunidad, son el Rambán, el Rashba, el Reah y el Ran, de bendita memoria; y otros grandes rabinos que los acompañaron en su generación, aunque sus dictámenes no fueron publicados. Por lo tanto, no se deben cuestionar las costumbres de nuestra comunidad, ya que por mucho que no encontréis algún asunto explícitamente mencionado en los libros, se debe suponer que siguieron la costumbre según estos grandes rabinos».
También por lo que respecta al orden de las oraciones y los piyyutim, los judíos de Argel fueron estrictamente conservadores con las costumbres que llegaron de Cataluña. El majzor minhag Argel, por ejemplo, llegó de Cataluña alrededor del año 1391.

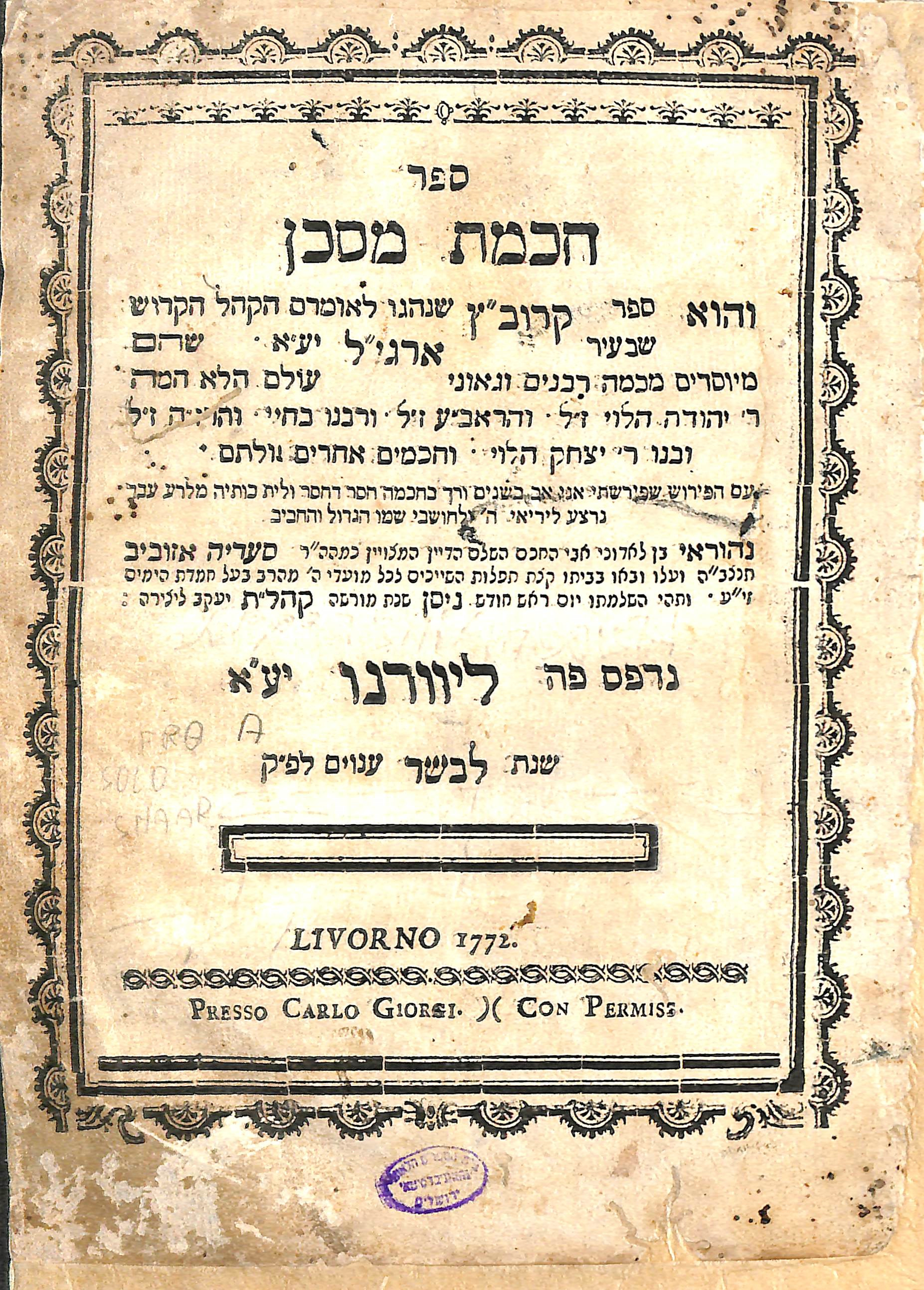
Jojmat Miskén: ve-hú séfer Qrovats, Livorno 1772.

En el siglo XVIII surgieron algunos eruditos que cuestionaron algunas de las costumbres antiguas diciendo que iban en contra de los dictámenes de rabí Yitsjaq Luria Ashkenazi (Arizal). La antigua costumbre que provenía de Cataluña consistía en recitar piyyutim (y también oraciones y súplicas) en medio de la tefilá. Estos argumentaron que la costumbre de la ciudad tenía que cambiar. Así pues, comenzaron a cambiar el núsaj de las oraciones que había estado vigente en Argel desde antiguo. Los rabinos de Argel se opusieron a ello argumentado que no se podía cambiar la costumbre antigua, pero a pesar de ello en las generaciones siguientes, la mayoría de sinagogas de la ciudad de Argel cambiaron la tradición y adoptaron la costumbre del Arizal (conocida como la costumbre de los cabalistas, minhag ha-mequbalim), y solo en dos sinagogas se siguió manteniendo la antigua costumbre (conocida como la costumbre de los "literalistas", minhag ha-pashtanim): en la Gran Sinagoga y en la sinagoga Yajín u-Boaz (que más tarde cambió el nombre a "Sociedad Guggenheim").
Los piyyutim mencionados anteriormente, que se recitan en ocasión de los Shabbatot especiales y en las festividades, etc., fueron editados en el libro llamado Qrovats' 'Jojmat Miskén. Los judíos pashtanim de Argel han conservado hasta hoy en día los textos y las melodías que llegaron a Argel durante el periodo del Ribash y el Rashbats. Según la tradición, se mantienen las mismas melodías originales que llegaron de Cataluña con estos grandes sabios.
En el año 2000 se celebró el Taller anual de Etnomusicología, que se centró en las costumbres y la tradición litúrgica del judíos de Argelia. Asistieron cantores argelinos provenientes de Francia e Israel. El taller fue grabado y hoy se pueden escuchar las grabaciones en la web de la Biblioteca Nacional de Israel. Se registró la liturgia de Shabbat , Rosh Jódesh, Yamim Noraim, festividades, ayunos, y piyyutim para diversas celebraciones. A pesar de que han transcurrido más de 600 años, y seguro ha habido alteraciones, podemos afirmar que la singularidad de la tradición litúrgica de los judíos de Argel conserva en gran parte la tradición de los cantos litúrgicos de los judíos de Cataluña en la Edad Media.